# 製乳
製乳(せいにゅう)とは牛乳・乳製品を製造することである。製酪（せいらく）ともいう。

## 日本の主な製乳・製酪メーカー
| - 六甲バター - 森永乳業 - 東北森永乳業 - 森永北陸乳業 - 明治 - 栃木明治牛乳 - 東海明治 - 四国明治乳業 - 雪印メグミルク - 協同乳業 - 栄屋乳業 - 江崎グリコ - ロッテアイス - 協同乳業 - タカナシ乳業 - ハーゲンダッツジャパン - 小岩井乳業 - 日本牛乳野菜 - 熊本県酪農業協同組合連合会 - 南房総みるく農業協同組合 - 梶原乳業 - 春日乳業 - 函南東部農業協同組合 - 紀文フードケミファ - 近藤乳業 - 北海道保証牛乳 - 北海道乳業 - 奥中山高原農協乳業 - ノースプレインファーム - 函館酪農公社 - 田野畑村産業開発公社 - 葛巻町畜産開発公社 - 牧家 - 城西牛乳 - 日本製乳 - 福島乳業 - 福島県酪農業協同組合 - 栃酪乳業 - 東毛酪農業協同組合 - 下仁田酪農業協同組合 - あがつま農業協同組合 - 森乳業 - 秩父乳業 - 大沢牛乳 - 古谷乳業 - 千葉北部酪農農業協同組合 - 原田乳業 - 塚田牛乳 - ホリ乳業 - フクロイ乳業 - 大木乳業 - 朝霧乳業 - 東海牛乳 - 中央製乳 - いかるが牛乳 - いかるが乳業 - 大阪保証牛乳 - 黒川乳業 - 泉南乳業 - ビタミン乳業 - オハヨー乳業 - チチヤス - 野村乳業 - ひまわり乳業 - 永利牛乳 - オーム乳業 - コーシン乳業 - やまぐち県酪乳業 - カネボウフーズ - 丸永製菓 - セイヒョー - 林一二 - フタバ食品 - 井村屋製菓 - 久保田食品 - セイカ食品 - 全酪新世乳業 - めいらくグループ - トーラク - 弘乳舎 - 佐世保弘乳舎 - ASOジャパン - 佐々木冷菓 - 小川食品 - パストラル - 中村冷菓 - 山口商店 - 九州デイリーフーズ - 竹下製菓 - 東邦乳業 - 下郷農業協同組合 - 丸山乳業社 - 白水舎牧場 - 堀田功乳舎 - 阿蘇農業協同組合 - 伊万里地方酪農業協同組合 - 鳥栖市酪農業協同組合 - 村山ミルクプラント - ニシラク乳業 | - 肥田乳業 - 吉本乳業 - 高田乳業 - 西本牧場 - カミムラ牛乳 - 安来乳業 - クボタ牛乳 - 長久乳業 - 木次乳業 - 大東牛乳処理工場 - 山陽乳業 - 広島協同乳業 - 共進牧場 - 小谷牧場 - 神戸牛乳 - 健乳舎牧場 - 中村牧場 - 中橋牧場 - 岡本牛乳処理場 - 昭和乳業 - 長尾牧場 - 松野牧場 - 兵庫丹但酪農農業協同組合 - 淡路島酪農農業協同組合 - 日本酪農近代化農業協同組合 - 高田乳業 - 南海牛乳処理場 - 日本グランドミルク - 北庄司牛乳処理場 - 高木牧場 - ホンマ - ミルクファーム伊吹 - 田中牧場 - 山村乳業 - 大内山酪農農業協同組合 - 宮崎牧場 - 鎌田牛乳店 - 中野乳業 - 立岡牛乳 - 北川牛乳店 - 石河牧場 - 高島牧場 - 植村農園 - 湊乳業 - 福村牧場 - 四日市酪農 - 名古屋牛乳 - 愛知兄弟社 - 昭和牛乳 - みどり乳業 - 常滑牛乳 - 中部乳業 - 豊田乳業 - 棚橋牛乳 - 棚橋牧場 - 郡上乳社 - 牧成舎 - たかすファーマーズ - 函南東部農業協同組合 - 静岡市長田酪農業協同組合 - 太田原牛乳 - 大林牛乳 - いなさ酪農業協同組合 - 清水乳業 - 静岡牛乳協同組合 - 飛騨酪農農業協同組合 - 関牛乳 - 美濃酪農農協連合会 - 太洋乳業事業協同組合 - 真柄牛乳 - 五井牛乳 - 三屋販売所 - 塚田乳業 - 昭和乳業 - 諏訪乳業 - 原田牛乳 - 亀田牛乳 - 牛腸牛乳 - 大熊牛乳 - 愛生乳業協同組合 - 八ヶ岳乳業 - 日本海乳業 - 内田乳業 - とやまアルペン乳業 - 新湊乳業協業組合 - 七福牛乳処理販売店 - 石畠牧場 - 黒東乳業 - 沢田牧場 - 八尾乳業協同組合 - 水口ミルクプラント - 水口乳業 - ふたば牛乳 - となみ乳業協業組合 - たいら牛乳 - 南日本酪農協同 | - 北陸乳業 - 小松牛乳 - 西武酪農乳業 - トモヱ乳業 - 埼北酪農業協同組合 - 戸田乳業 - 榛名酪農業協同組合連合会 - 上毛食品工業 - 柴崎牛乳処理工場 - 群馬牛乳協業組合 - 田園プラザ川場 - 両毛酪農業協同組合 - 栃木乳業 - 針谷乳業 - 会津中央乳業 - 角田ミルクプラント - 合資会社大野牛乳 - 松永牛乳 - 温海酪農協同組合 - 富士乳業 - 後藤牧場 - 庄内農協乳業 - 鹿野乳業 - 後藤乳業 - 奥羽乳業協同組合 - 愛光社田村牛乳 - 安達ミルクプラント - 東北協同乳業 - 旭川ヤクルト - おおのミルク工房 - みちのくミルク - 古川乳業 - 木村乳業 - 秋田県農協乳業 - 雄勝酪農農業協同組合 - 鳥海高原ユースパーク - 豊富牛乳公社 - 小松牧場 - 北海道酪農公社 - パパラギ - ノルディックファーム - べつかい乳業興社 - 萩原乳業 - 不二家乳業 - 岩手牛乳 - 大船渡乳業 - 大石乳業 - YUDAミルク - 野館牛乳 - 岩手ふるさと農業協同組合 - いわい東農業協同組合 - 春日牧場 - 共進牧場 - 協同牛乳 - 熊本乳業 - 熊本明治牛乳 - くみあい乳業 - 倉島乳業 - 古山乳業 - 日本酪農協同株式会社 - 新札幌乳業 - 四国乳業 - 筑波乳業 - 守山乳業 - 日世 - 不二製油 - スカイフーズ |

## 関連事項
- 日本酪農乳業協会